# Тоннель под Бохайским заливом

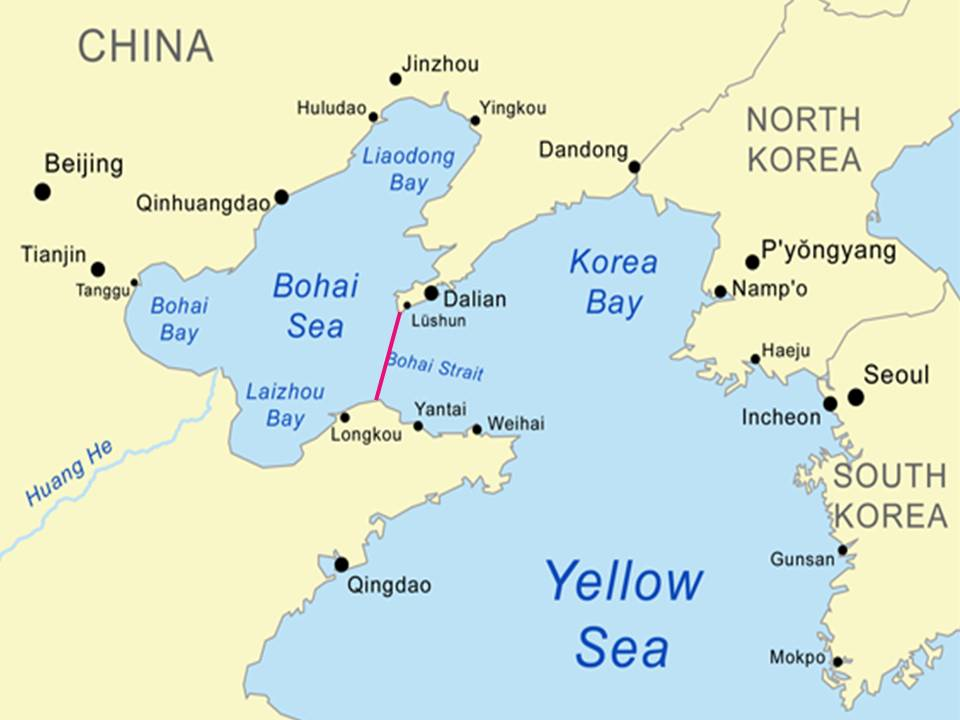
Проект тоннеля под Бохайским заливом (красным)

Тоннель под Бохайским заливом, или Тоннель Далянь — Яньтай  (в англоязычных источниках — Тоннель под Бохайским проливом) — китайский проект подводного тоннеля под Бохайским проливом, соединяющим Бохайский залив и Корейский залив Жёлтого моря, который соединит города Далянь на Ляодунском полуострове и Яньтай на Шаньдунском полуострове.
По проекту, тоннель под Бохайским заливом протянется на 123 км, из них 90 км — под водой. Таким образом, его протяжённость превысит суммарную длину тоннеля Сэйкан (53,85 км, из них 23,3 км под водой) и Евротоннеля (50,5 км), которые на 2014 год являлись самыми длинными подводными тоннелями Земли.
Управляемый компанией China Railways тоннель включится в сеть Высокоскоростные железные дороги Китая. Автомобили, для пересечения залива, будут погружаться на железнодорожные платформы; время в пути будет составлять 40 минут. На настоящий момент Бохайский железнодорожный паром, открытый в 2007 году, пересекает залив за 8 часов.
Стоимость проекта оценивается в 200 млрд юаней (32 млрд долларов). В августе 2014 года было заявлено, что работы начнутся во время 13-й пятилетки Китая, в 2016 году, и займут 10 лет. Если бы работы начались в 2020 году, тоннель был бы открыт в 2030-е, а оценка стоимости его сооружения возросла до 300 млрд юаней (43 млрд долларов).
Тоннель должен сократить расстояние между провинциями Ляонин и Шаньдун примерно на 1000 км. Специалисты Китайской инженерной академии рассчитывают, что он окупится через 12 лет.